# Gustav Schmidt (Politiker, 1863)

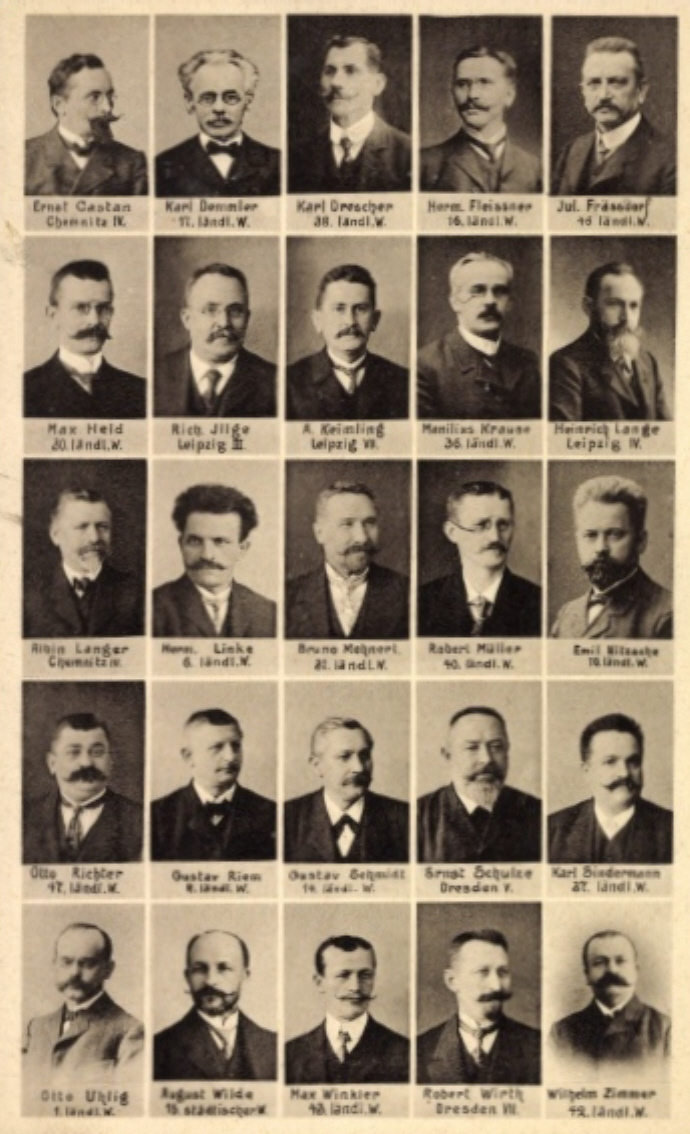
Gustav Schmidt (vierte Reihe von oben, Mitte) und die anderen Mitglieder der sozialdemokratischen Fraktion des sächsischen Landtags, 1909

Gustav Schmidt (* 4. August 1863 in Altstadt-Waldenburg; † 30. Dezember 1924 in Chemnitz) war ein deutscher Politiker (SPD).

## Leben und Beruf
Schmidt absolvierte eine Tischlerlehre und war seit 1890 in Chemnitz tätig. Von etwa 1908 bis zu seinem Tod war er Kassierer des Konsumvereins in Chemnitz.
Von 1909 bis zur Abschaffung der konstitutionellen Monarchie in Sachsen vertrat er den 14. ländlichen Wahlkreis in der II. Kammer des Sächsischen Landtags. In der Folge gehörte er 1919/20 auch der Sächsischen Volkskammer während der Frühphase der Weimarer Republik an.